# Renate Tobies

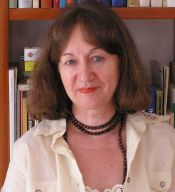
Renate Tobies

Renate Tobies (* 25. Januar 1947) ist eine deutsche Mathematik- und Naturwissenschaftshistorikerin.

## Leben und Wirken
Nach dem Abitur an der EOS Ernst Haeckel in Merseburg und dem gleichzeitigen Erwerb eines Chemiefacharbeiterzeugnisses studierte Tobies in Leipzig Mathematik, Chemie, Pädagogik auf Staatsexamen. Hier promovierte sie über die Geschichte des Chemieunterrichts und habilitierte sich für Geschichte der Mathematik und Naturwissenschaften mit einer Biographie von Felix Klein bei Hans Wußing.
Sie war bis zum 31. März 1993 am Karl-Sudhoff-Institut in Leipzig und ab 1. April 1993 auf der Sofja-Kowalewskaja-Gastprofessur an der Universität Kaiserslautern. Danach arbeitete sie als Gastprofessorin an der TU Braunschweig, der Universität Göttingen, der Universität Stuttgart und der Universität Linz. Bis zum Eintritt in den Ruhestand lehrte sie an der Friedrich-Schiller-Universität Jena.
Renate Tobies arbeitete u. a. über Felix Klein und Gender-Studien bezüglich Mathematikunterricht, Mathematikerberuf und Naturwissenschaften. Sie betreut die Kurzbiographien, eine frei zugängliche Datenbank im Internet, die biografische Informationen zu in Mathematik promovierten Personen bietet. Sie schrieb ferner eine Biographie der Industriemathematikerin Iris Runge.
Tobies ist korrespondierendes Mitglied der Académie internationale d’histoire des sciences in Paris.

## Schriften
- mit Fritz König: Felix Klein (= Biographien hervorragender Naturwissenschaftler, Techniker und Mediziner. 50). Teubner, Leipzig 1981.
- als Herausgeberin: „Aller Männerkultur zum Trotz“. Frauen in Mathematik und Naturwissenschaften. Mit einem Geleitwort von Knut Radbruch. Campus, Frankfurt am Main u. a. 1997, ISBN 3-593-35749-6 (Neuauflage. ebenda 2008, ISBN 978-3-593-38614-0).
- mit Andrea Abele, Helmut Neunzert: Traumjob Mathematik! Berufswege von Frauen und Männern in der Mathematik. Birkhäuser, Basel u. a. 2004, ISBN 3-7643-6749-0.
- Biographisches Lexikon in Mathematik promovierter Personen an deutschen Universitäten und Technischen Hochschulen. WS 1907/08 bis WS 1944/45. Rauner, Augsburg 2006, ISBN 3-936905-21-5.
- „Morgen möchte ich wieder 100 herrliche Sachen ausrechnen“. Iris Runge bei Osram und Telefunken (= Boethius. 61). Mit einem Geleitwort von Helmut Neunzert. Steiner, Stuttgart 2010, ISBN 978-3-515-09638-6 (englisch: Iris Runge. A Life at the Crossroads of Mathematics, Science and Industry (= Science Networks. Historical Studies. 61). Birkhäuser, Basel u. a. 2012, ISBN 978-3-0348-0229-1).
- Felix Klein. Visionen für Mathematik, Anwendungen und Unterricht. Springer Spektrum, Berlin 2019, ISBN 978-3-662-58748-5.